# کوریتیبانوس
کوریتیبانوس (به پرتغالی: Curitibanos) یک شهرداری در برزیل است که در سانتا کاتارینا واقع شده‌است. کوریتیبانوس ۹۵۲٫۲۸۳ کیلومتر مربع مساحت و ۳۹٬۸۹۳ نفر جمعیت دارد و ۹۸۷ متر بالاتر از سطح دریا واقع شده‌است.